# Barrington, Cambridgeshire
Barrington är en ort och civil parish i Storbritannien.   Den ligger i distriktet South Cambridgeshire i grevskapet Cambridgeshire i riksdelen England, i den sydöstra delen av landet, 70 km norr om huvudstaden London. Barrington ligger 22 meter över havet och antalet invånare är 993.
Terrängen runt Barrington är platt. Runt Barrington är det ganska tätbefolkat, med 149 invånare per kvadratkilometer. Närmaste större samhälle är Cambridge, 9,5 km nordost om Barrington. Trakten runt Barrington består till största delen av jordbruksmark.